# Peter C. Steiner
Peter C. Steiner (* 19. August 1928 in Berlin; † 6. Februar 2003 ebenda) war ein deutscher Cellist.
Von 1955 bis 1970 gehörte er dem Bastiaan-Quartett an. Peter C. Steiner war Gründungsmitglied der 12 Cellisten der Berliner Philharmoniker, 46 Jahre Mitglied der Berliner Philharmoniker, Solo-Cellist und Cellist des Berliner Philharmonischen Oktetts.
Bereits in frühester Kindheit reiste Steiner mit seiner Familie durch das Land unter dem Namen „Salonorchester Gebrueder Steiner“.
Im Alter von 16 Jahren erhielt Steiner sein erstes festes Engagement an der Deutschen Oper, um zwei Jahre später als jüngstes Mitglied in den elitären Kreis der Berliner Philharmoniker aufgenommen zu werden. In den vielen Jahren seiner Karriere zählte Steiner namhafte Persönlichkeiten wie Herbert von Karajan, Seiji Ozawa oder Daniel Barenboim und Claudio Abbado zu seinen Freunden.
Steiner hatte bereits unter Wilhelm Furtwängler, unter Herbert von Karajan und Claudio Abbado bei den Philharmonikern gespielt. Er ist damit das bisher am längsten diesem Ensemble angehörige Mitglied.
Privat spielte Steiner Tennis und lehrte seine Kinder ebenfalls das Cellospielen. Er war Gast-Dozent an der Musik Hochschule in Kōbe, Japan, und unterrichtete viele Jahre das Welt-Jugend-Orchester.
Peter C. Steiner starb 2003 im Alter von 74 Jahren in Berlin. Sein Grab befindet sich auf dem Friedhof Dahlem.